# José Benlliure y Gil
José Benlliure y Gil (n. 1 octombrie 1855, Cabañal-Cañamelar⁠(d), Comunitatea Valenciană, Spania – d. 5 aprilie 1937, Valencia, Comunitatea Valenciană, Spania) a fost un pictor spaniol.

## Viața
S-a născut la Cañamelar, Valencia, a studiat pictura sub îndrumarea lui Francisco Domingo Marqués și a arătat încă de la început un talent atât de mare încât a fost trimis la școala spaniolă din Roma. Din 1903 până în 1913, a fost director al Academiei Spaniole de Arte Frumoase.
A fost unul dintre cei din cercul select pensionat de guvernul spaniol pentru șederea în Italia și a executat mai multe comenzi de stat pentru decorarea clădirilor publice; dar el își datorează faima principală picturilor sale istorice mari, în special „Viziunea în Colosseum”. A devenit liderul coloniei de artă spaniolă din Roma, unde a practicat ca pictor și sculptor. 
S-a căsătorit cu Maria Ortiz în 1880, după ce și-a stabilit reședința la Roma. În Italia a pictat mici picturi de gen și a început în orașul Assisi lucrul la Vedere a Colosseumului (aflat acum la Muzeul de Arte Frumoase din Valencia), pictură pentru care a câștigat un premiu I la Expoziția Națională din 1887, împreună cu fratele său, sculptorul Mariano Benlliure, care a prezentat sculptura premiată a pictorului Josep de Ribera.
Benlliure a obținut mai multe succese la Paris, München, Stuttgart și Berlin cu picturile sale. În 1903 a preluat conducerea Academiei Spaniole de la Roma, succedându-i fratelui său Marian, funcție pe care avea să o păstreze timp de zece ani.
De asemenea, a fost tatăl pictorului Josep Benlliure i Ortiz, cunoscut sub numele de Peppino, care s-a născut la Roma în 1884. La sfârșitul anului 1919, a oferit un omagiu Romei cu o expoziție de 45 de picturi la Madrid, în sălile Teatrului Regal. Când s-a întors la Valencia, a fost numit președinte de onoare al Cercului de Arte Frumoase din Valencia (Cercle de Belles Arts) și a devenit director al Museu de Belles Arts din Valencia, funcție pe care a deținut-o până în 1924. A primit Marea Cruce a Coroanei Italiei și Crucea de Ofițer al Legiunii de Onoare de la guvernul francez.
Frații săi Juan Antonio Benlliure și Mariano au fost, de asemenea, pictor și, respectiv, sculptor.

## Galerie

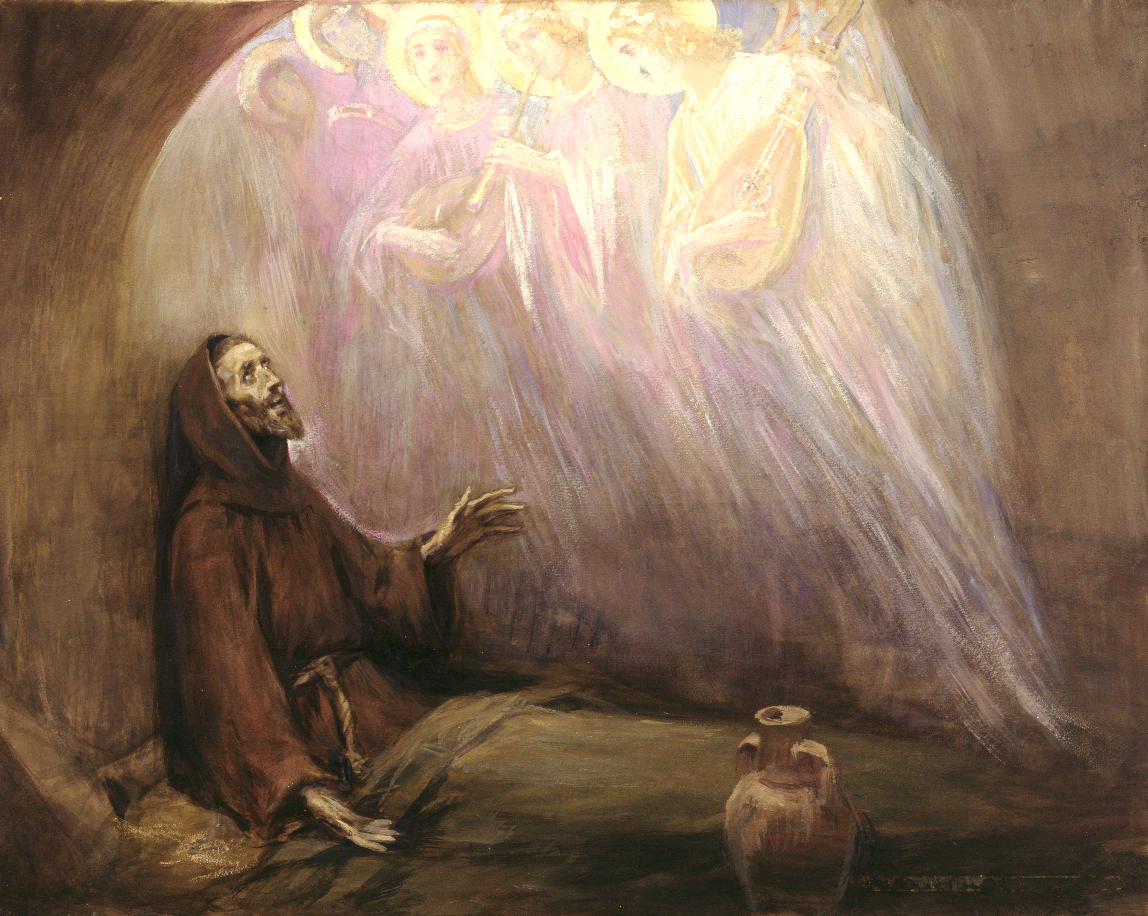
Viața lui Francisc de Assisi de Josep Benlliure Gil
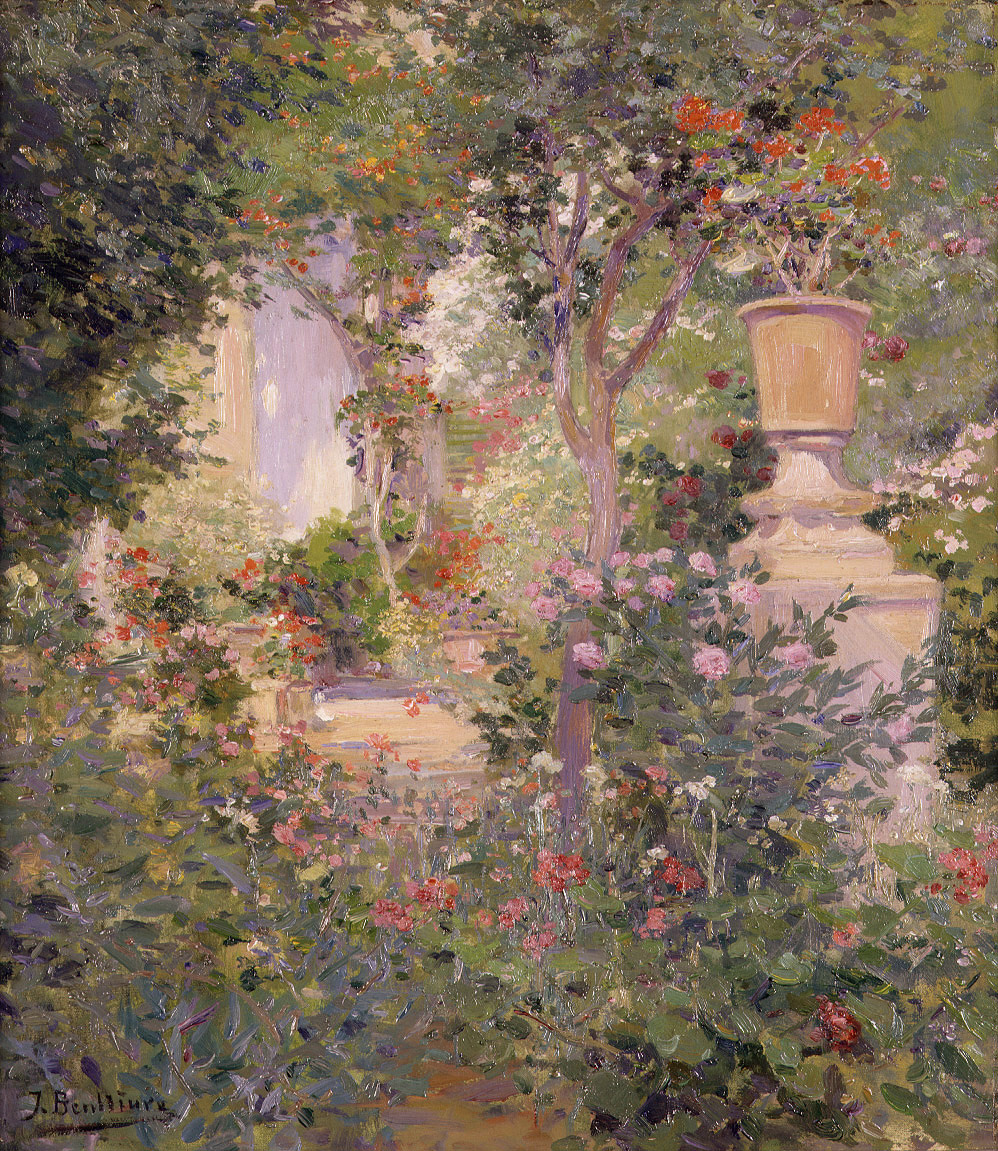
Grădina pictorului
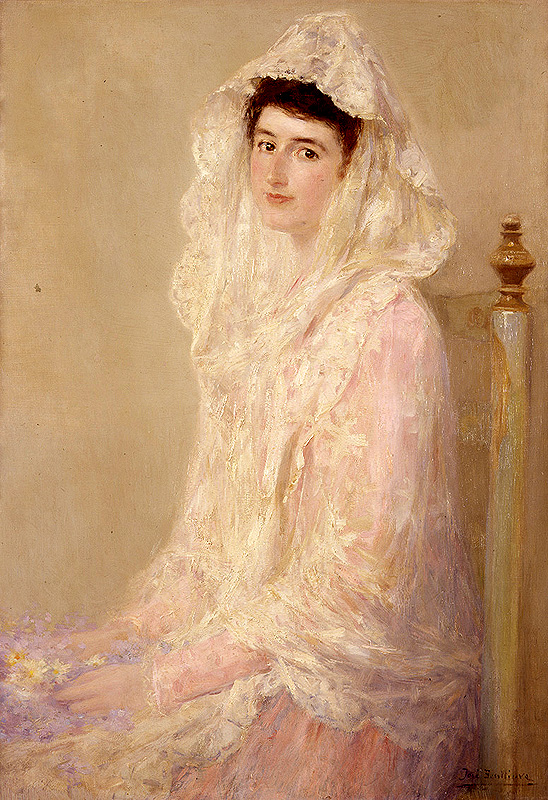
Maria Benlliure Ortiz, 1905
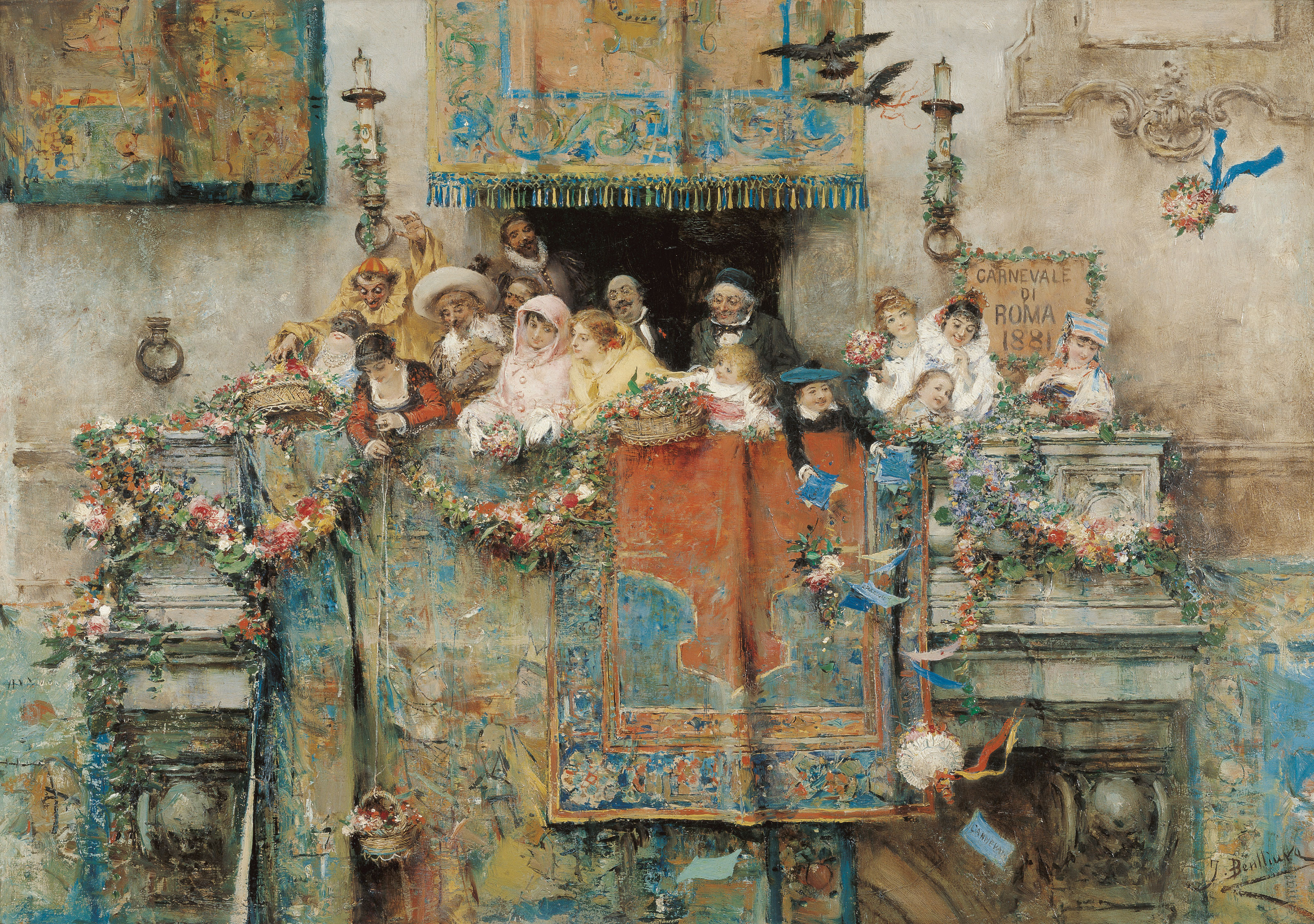
Carnavalul de la Roma 1881
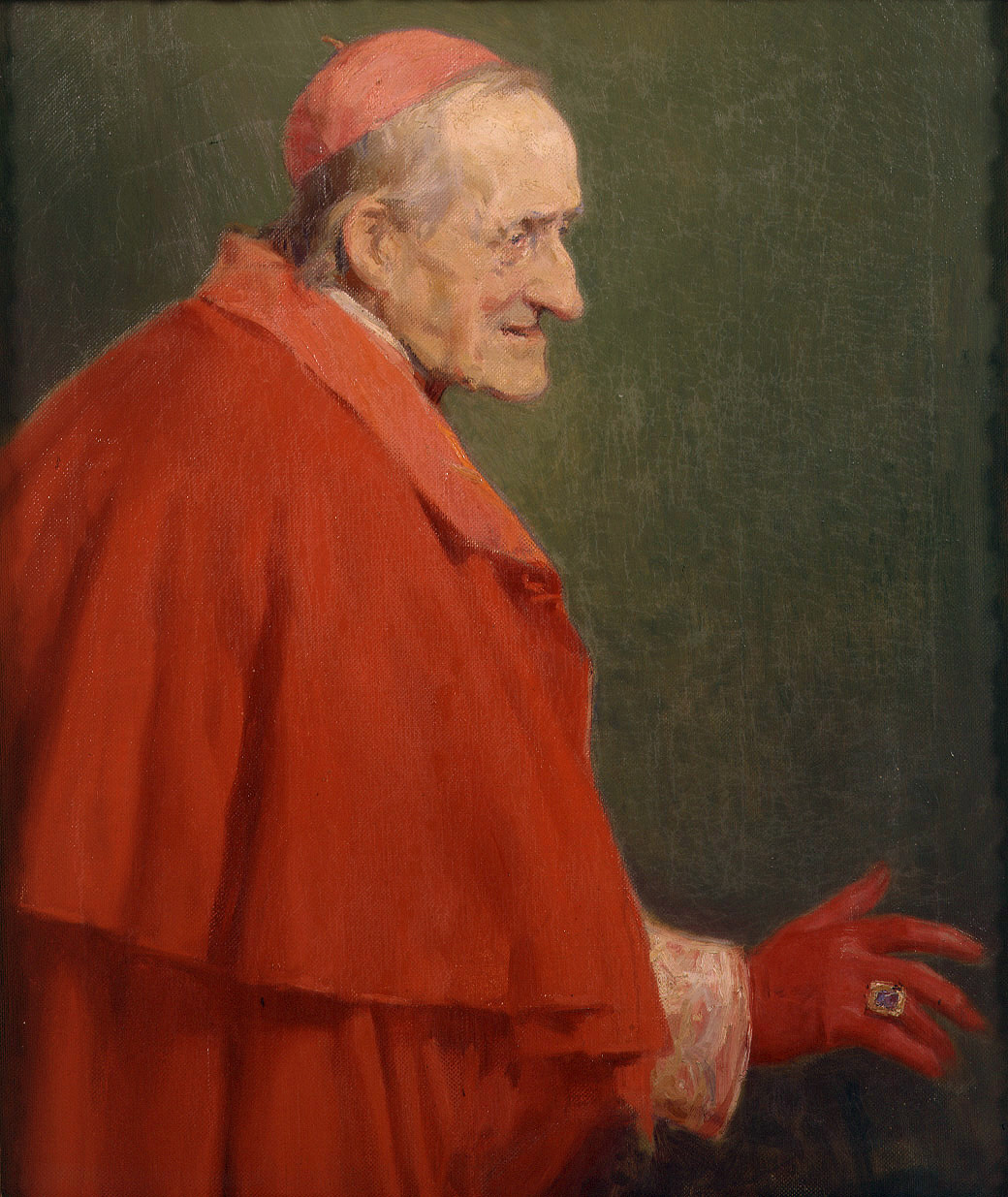
Cardinal
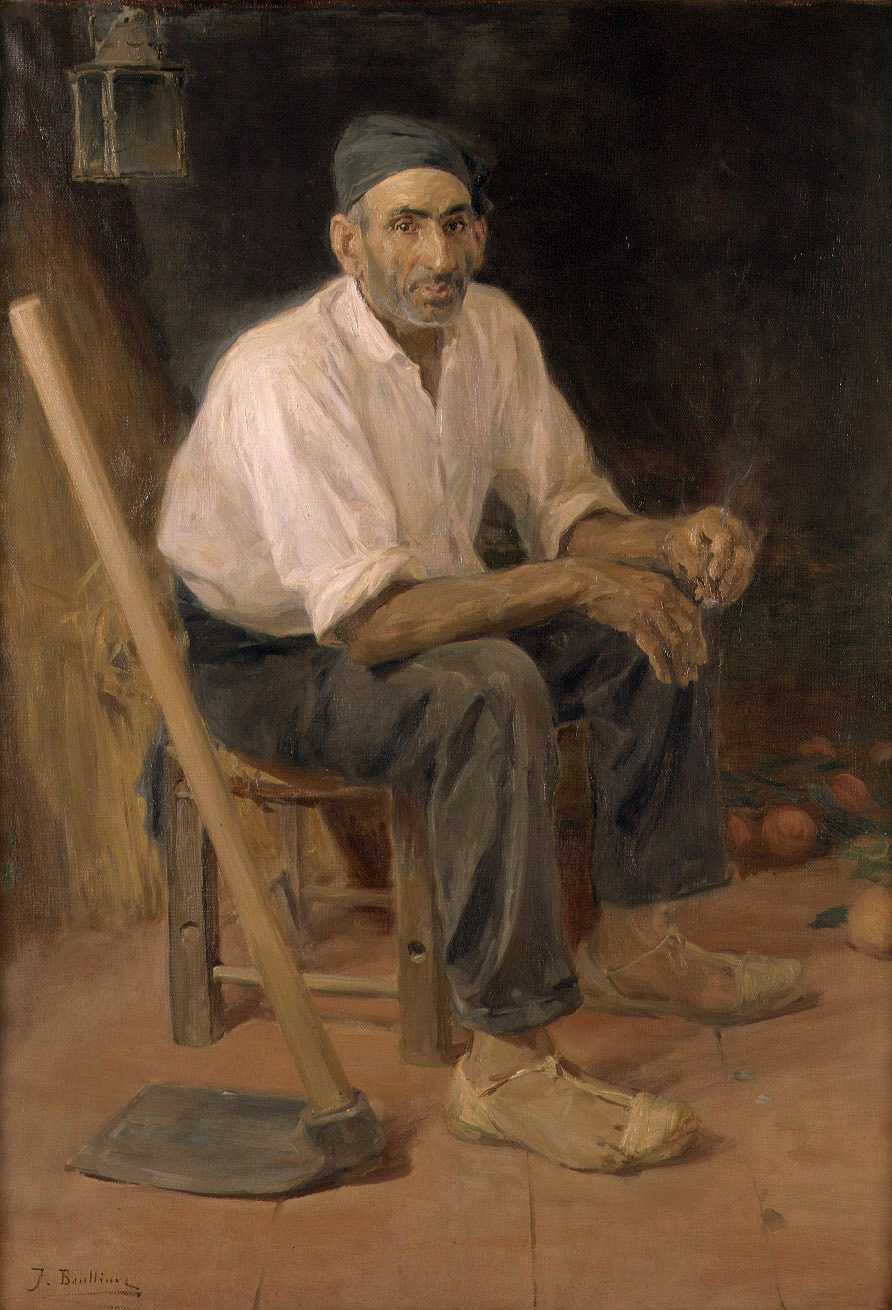
Unchiul Andreu de Rocafort, José Benlliure, Muzeul de Arte Frumoase din Valencia